# Calle La Naja (Bilbao)
La  Calle Naja (en euskera Naxa kalea) es una calle ubicada en el barrio de San Francisco en el municipio de Bilbao, Territorio histórico de Vizcaya. También es popularmente conocida como calle de La Naja.

## Ubicación
La calle Naja comienza en la esquina de la calle Hernani y termina en la calle Bailén. Tiene este nombre por decreto de alcaldía de 26 de diciembre de 2003, fecha hasta la que su nombre oficial fue La Naja. La  calle pertenece al distrito de Ibaiondo (distrito 5 de Bilbao).

## Orígenes

Placa conmemorativa de la casa de Martín Sáez de la Naja

La zona históricamente conocida como La Naja era un espacio mucho más amplio que el que ocupa la actual calle. Era denominada así por encontrarse en ese lugar de la orilla izquierda del Ibaizabal, frente a Bilbao, la casa de Martín Sáez de Lanaja. Hasta 1992 también dio nombre al muelle (hoy conocido como muelle de las Siervas de Jesús) y mucho antes a parte de los terrenos que hoy en día ocupan las estaciones de tren de Santander y de Abando, que junto a sus playas de vías ejercen de frontera infranqueable entre el barrio de San Francisco y el de Abando, Anteiglesia a la que antaño pertenecieron. Martín Sáez de Lanaja vivió en la época comprendida entre 1478 y 1532, dedicándose al comercio marítimo y perteneciente a la categoría de los llamados huéspedes, que servían de fiadores, protectores y consignatarios a los dueños y maestres de naos extranjeras. Fue regidor y bolsero del Concejo de la Villa de Bilbao y perteneció a la Universidad de Mercaderes, elevada a la categoría de Consulado de Bilbao por real cédula de la reina Juana de Castilla de junio de 1511.

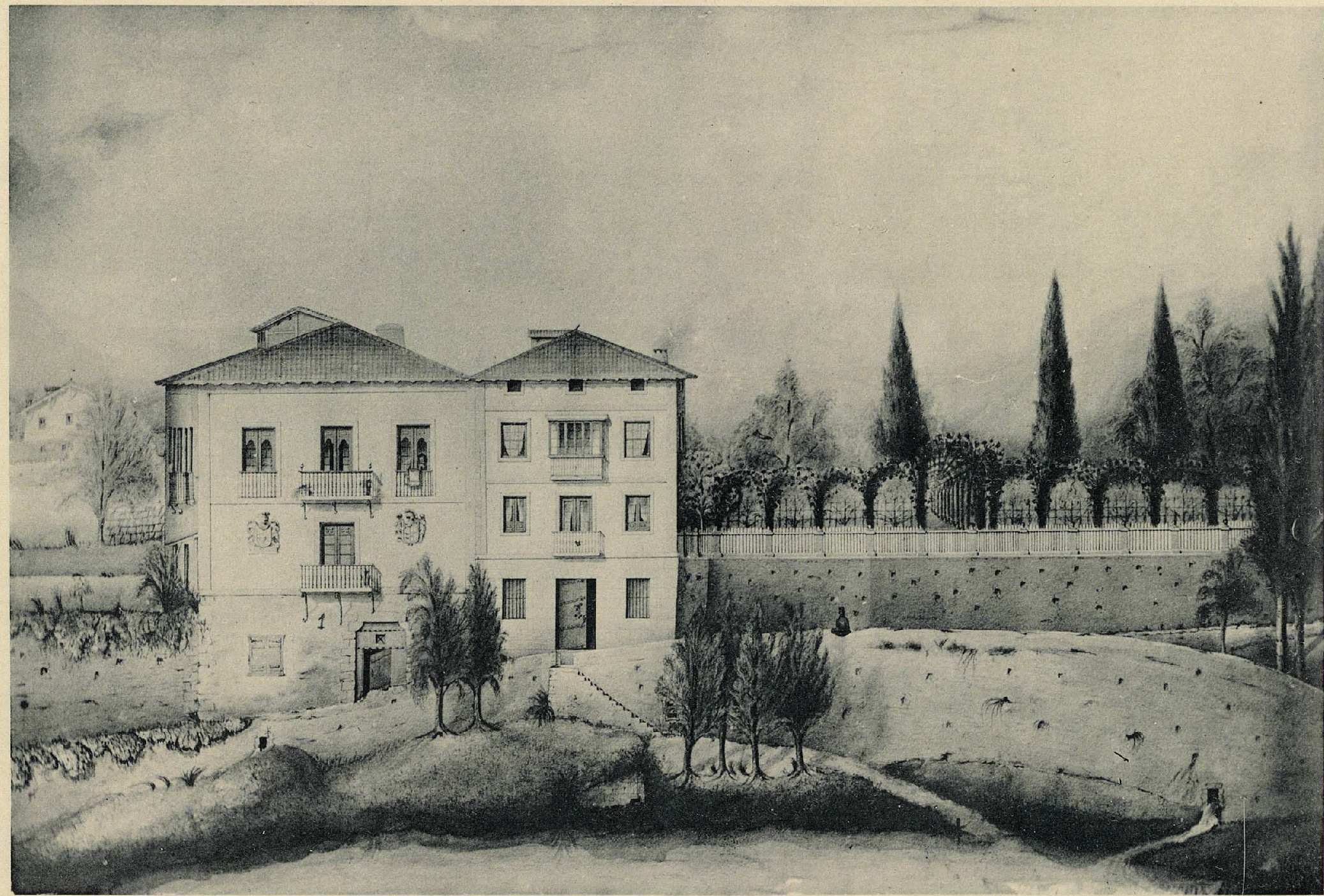
Casa de Martín Sáez de La Naja 1858

## Fuero Nuevo de Vizcaya
En la casa de Martín Sáez de Lanaja se reunió, en agosto de 1526, la comisión designada por las Juntas Generales presididas por el Corregidor del Señorío de Vizcaya Pedro Girón de Loaysa, para redactar el texto del Nuevo Fuero de Vizcaya que reformaría el Fuero Viejo de 1492. El 7 de junio de 1527 fue presentado por Íñigo Urtiz de Ibargüen y Pedro de Baraya, y confirmado en Valladolid por el rey Carlos I. Por el hecho de realizarse tal acontecimiento, bajo uno de los escudos que había en la fachada, uno perteneciente a los linajes de Arana y Allende-Salazar y el otro a los Mascarúa, se colocó la inscripción siguiente: «Casa de Martín Sáez de Lanaja donde se reformó el Fuero de Vizcaya, año 1526». La casa se derribó en 1898 y los escudos se trasladaron a la fachada del palacio de Saráchaga, en Güeñes, perteneciente a los Arrieta-Mascárua.

## Iglesias y conventos
En la misma zona se establecieron diversas órdenes conventuales:

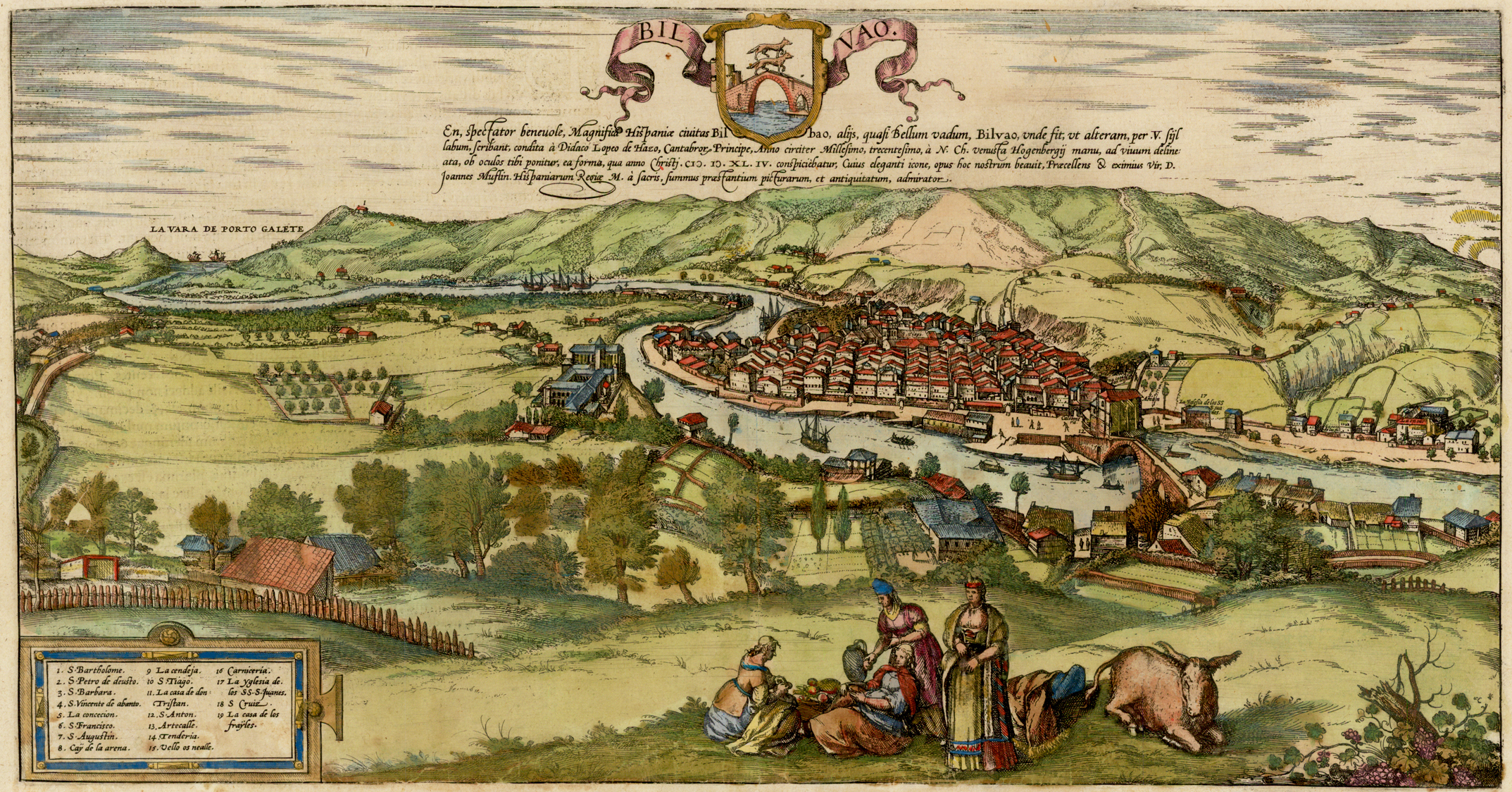
Bilbao 1575, con referencia al convento de la Concepción

### Convento de la Inmaculada Concepción
El origen de esta comunidad de la Orden de la Inmaculada Concepción parece remontarse a un beaterio, citado ya en 1505, situado cerca de la ermita de San Mamés. Para 1530 la institución se había trasladado a La Naja, anteiglesia de Abando, frente a Bilbao. En 1629 se construyó en el mismo lugar un nuevo convento. En 1858 la construcción de la estación del Ferrocarril Bilbao-Tudela supuso la expropiación de los terrenos, y como consecuencia, la búsqueda de una nueva ubicación. El nuevo convento, que sigue activo hoy en día, se construyó en la que hoy es Travesía de La Concepción, en el actual barrio de Zabala. Inaugurado en 1861, el proyecto fue de D. Pedro de Belauzarán.

### Convento e iglesia de La Merced

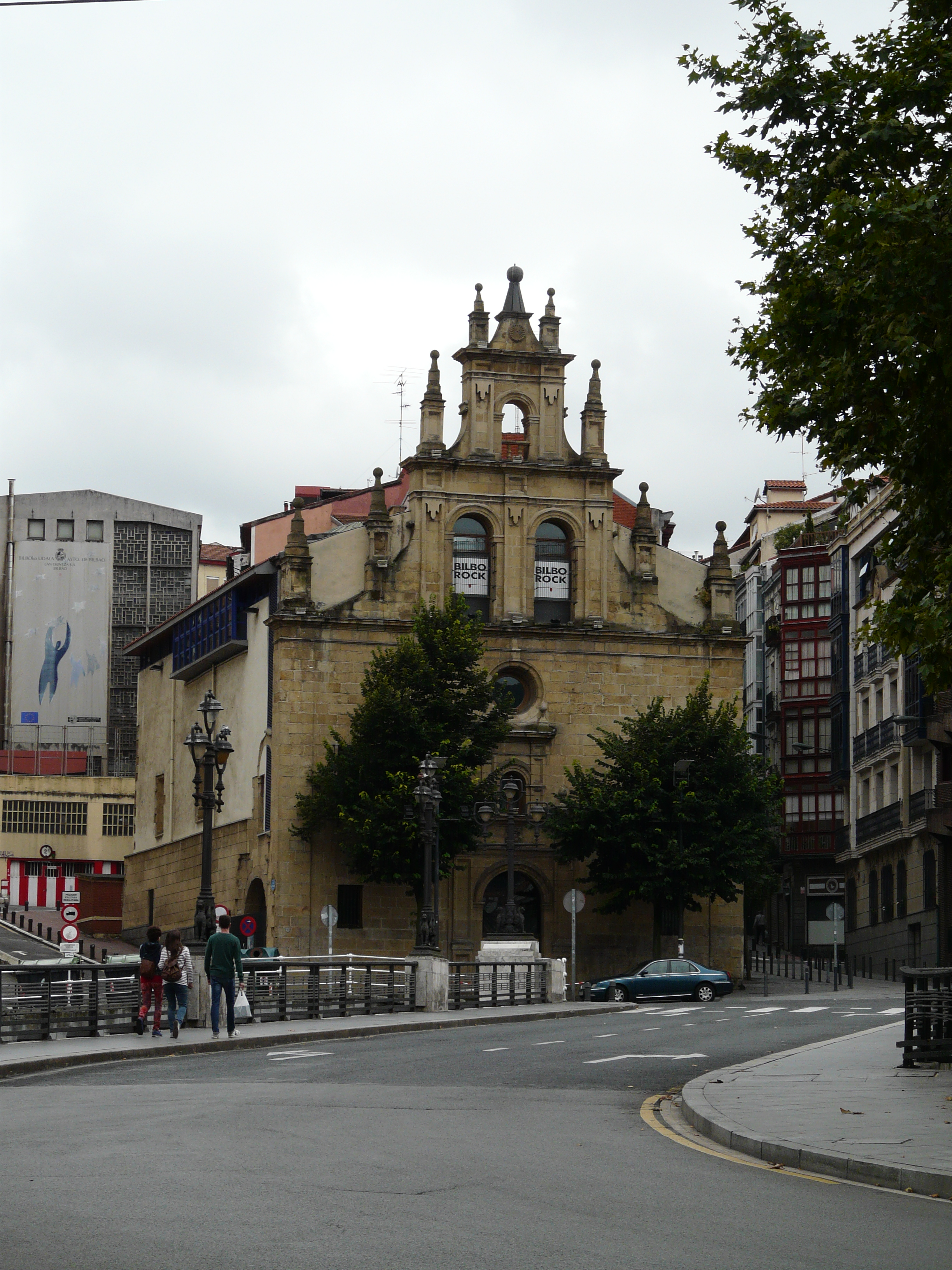
Bilborock

Tras afincarse en Bilbao en 1532 las mercedarias se trasladan en 1567 al lado izquierdo de la ría, frente a La Naja.  En 1621 inauguran el convento y la iglesia, que, además del muelle, también da nombre al puente y a la pequeña calle que le sigue en la margen derecha. El edificio barroco que hoy se conserva es posterior, y fue construido entre 1663 y 1673 en terrenos de la Anteiglesia de Abando. Reconstruido en 1750, fue abandonado y finalmente adquirido  por el Ayuntamiento de Bilbao, y hoy en día es Bilborock, un espacio para actos culturales.

### Convento Siervas De Jesús

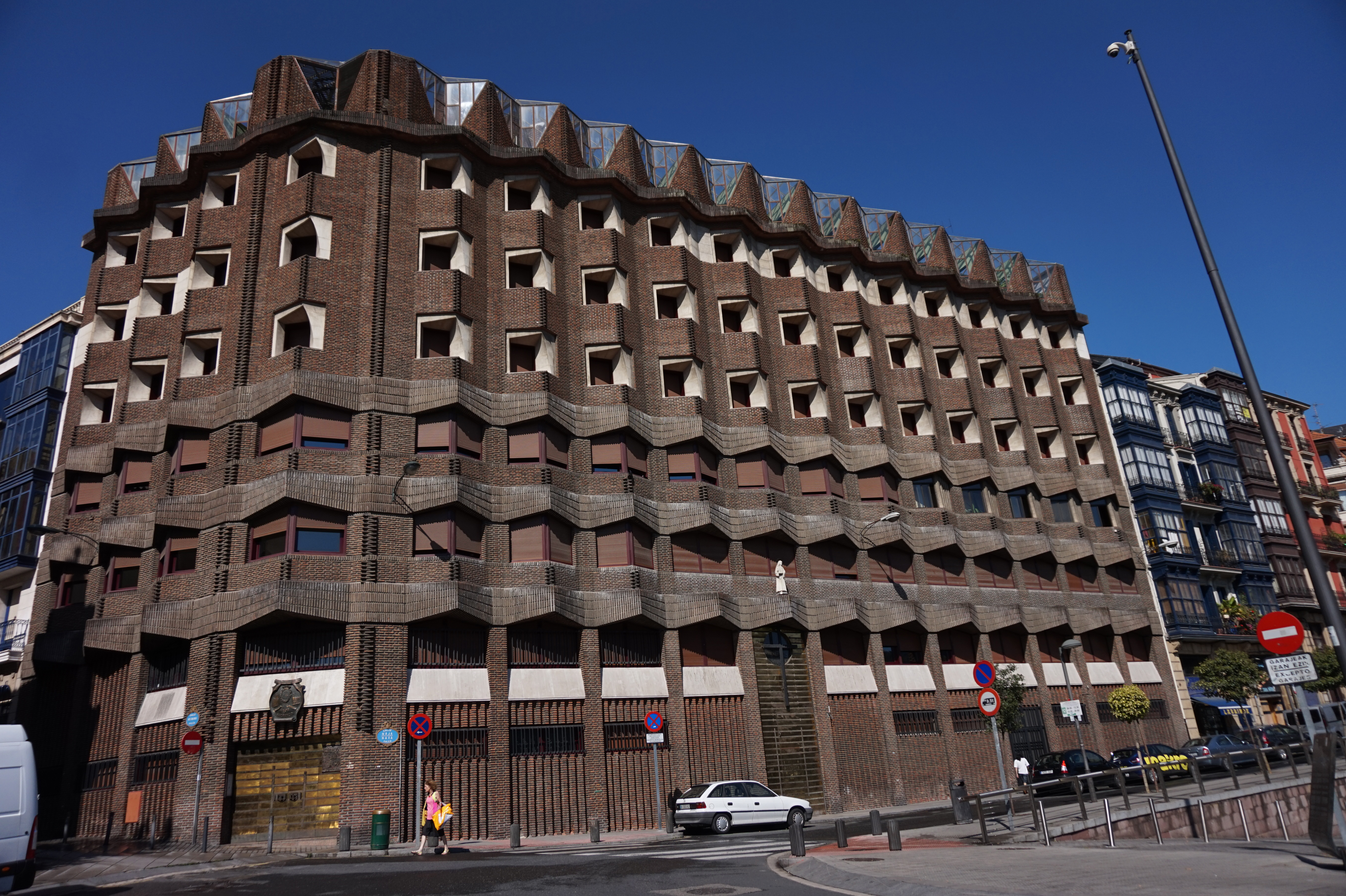
Convento Siervas de Jesús

La congregación de las Siervas de Jesús, una de las órdenes llamadas de enfermería u hospitalarias, fue fundada en Bilbao en 1871. En 1878 sus miembros se alojaron en una casa situada en La Naja, lugar que se convirtió en el asiento definitivo de la Casa Madre. En 1892 se encomendaron las obras de una nueva residencia a Joaquín Rucoba, concluyendo en 1894. El actual edificio, proyectado por los hermanos Galdós, fue inaugurado en octubre de 1977y es el único que permanece en la zona.

## Módulo Psicosocial AUZOLAN

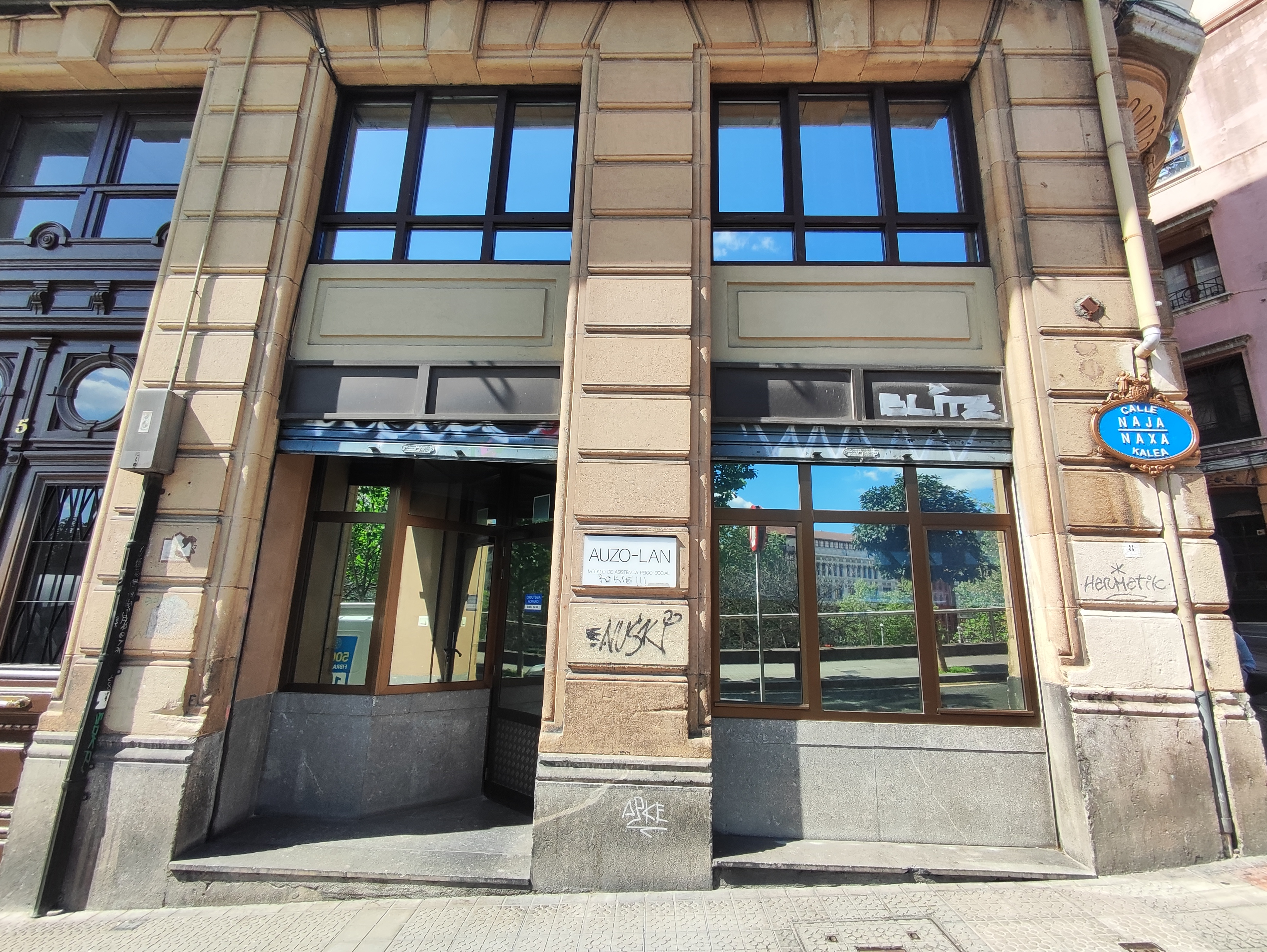
Auzolan, módulo psicosocial

En el n.º 5 de la calle se encuentra situado el Módulo Psicosocial Auzolan, Premio Emakunde a la Igualdad 2012, asociación sin ánimo de lucro que trabaja desde 1982 en el campo de la asistencia socio-sanitaria de los barrios de San Francisco, Las Cortes, Bilbao la Vieja y Zabala, pero también San Adrián, Irala-Torre Urizar, La Peña, Miribilla y la Mina de Morro. Desde 1995 este módulo tiene sus instalaciones en la calle Naja

## Antiguo muelle de La Naja

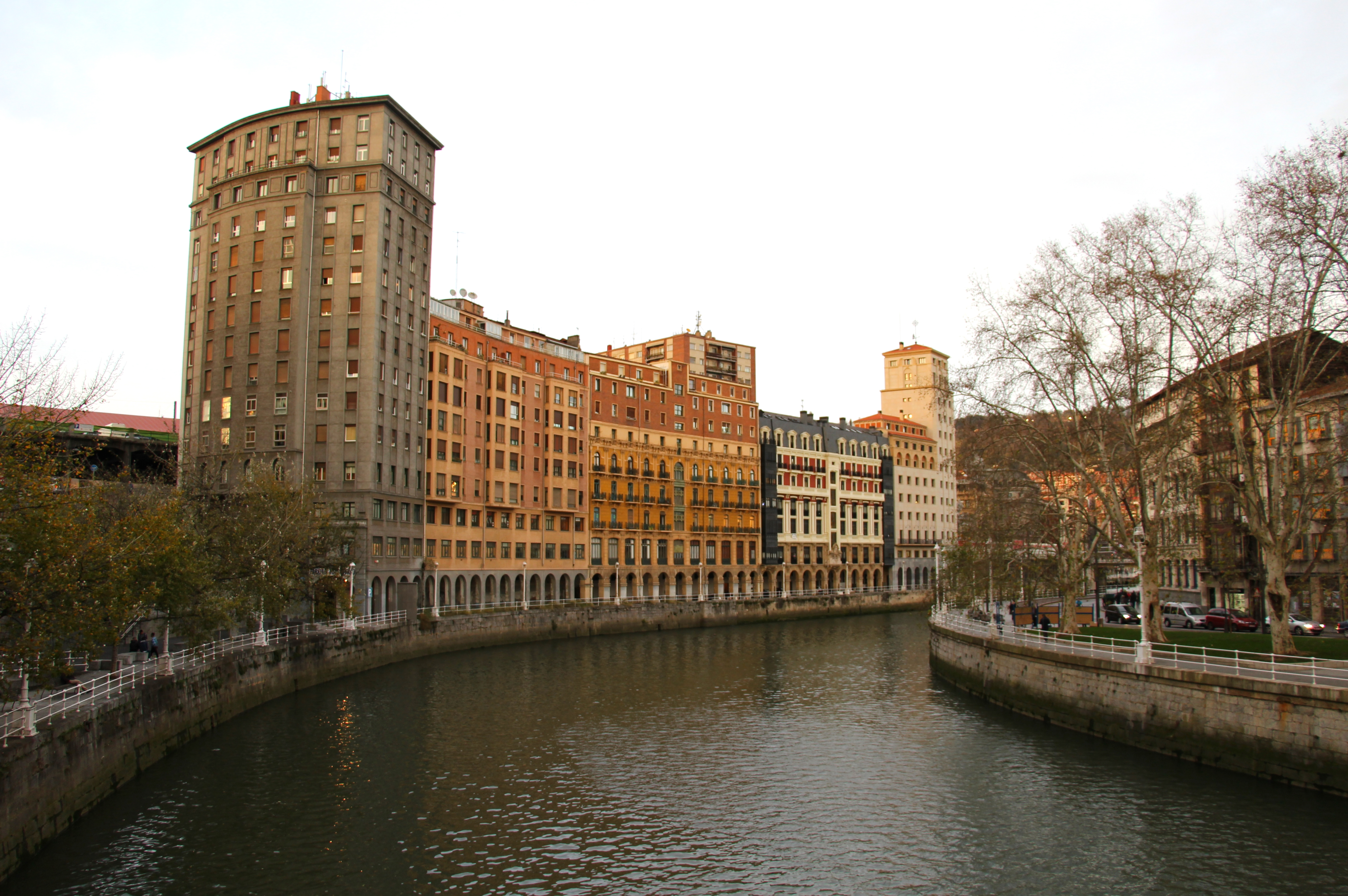
Vista del muelle

El que desde el 24 de septiembre de 1992 se denomina muelle de las Siervas de Jesús fue históricamente conocido como de La Naja, y así fue oficialmente nombrado en 1889. Está delimitado por un lado por el puente de La Merced y por el otro lado por el puente del Arenal, extremo donde se encuentra, clausurada, la antigua estación de ferrocarril de Bilbao-La Naja.